# Noam Elkies
Noam David Elkies (sinh ngày 25 tháng 8 năm 1966) là một nhà toán học người Mỹ và là giáo sư môn toán học tại Đại học Harvard. Lúc anh 26 tuổi, ông trở thành giáo sư trẻ nhất nhận nhiệm kỳ tại Đại học Harvard. Ông cũng là Nhà Vô địch Cờ vua Thế giới và là một nhà soạn nhạc cờ vua.

## Đầu đời
Vào năm 1981, lúc anh 14 tuổi, Elkies được trao huy chương vàng tại Olympic Toán học Quốc tế lần thứ 22, nhận được điểm số hoàn hảo là 42 và trở thành một trong 26 người tham gia đạt được điểm số này, và là một trong những người trẻ nhất từng làm. Elkies tốt nghiệp Trường Trung học Stuyvesant vào năm 1982 và tiếp tục học tại Đại học Columbia, nơi anh giành được cuộc thi Putnam ở tuổi mười sáu năm và bốn tháng, khiến anh trở thành một trong những nghiên cứu sinh trẻ tuổi nhất trong lịch sử. Ông là Putnam Fellow hai lần trong những năm học đại học.Sau khi tốt nghiệp thủ khoa ở tuổi 18 với summa cum laude trong ngành Toán học và Âm nhạc. Khi anh 20 tuổi, anh nhận được bằng tiến sĩ dưới sự giám sát của Benedict Gross và Barry Mazur tại Đại học Harvard
Từ năm 1987 đến 1990, ông là thành viên của Harvard Society of Fellows.

## Nghiên cứu trong toán học
Vào năm 1987, anh đã chứng minh rằng một đường cong elliptic trên các số hữu tỉ là thay thế vô số các số nguyên tố. Vào năm 1988, anh đã tìm thấy một ví dụ tổng số quyền hạn của Euler phỏng đoán cho các cường quốc thứ tư. Nghiên cứu của anh về những vấn đề này và các vấn đề khác đã giúp anh nhận được vị trí giáo sư của Đại học Harvard vào năm 1990. Vào năm 1993, lúc anh 26 tuổi thì anh đã là giáo sư. Điều này khiến anh trở thành giáo sư trẻ nhất trong lịch sử của Đại học Harvard. Cùng với A. O. L. Atkin anh đã mở rộng thuật toán Schoof để tạo ra thuật toán Schoof–Elkies–Atkin.
Elkies cũng nghiên cứu các mối quan hệ của âm nhạc và toán học; ông là thành viên ban cố vấn của Journal of Mathematics and Music. Ông đã phát hiện ra nhiều mô hình mới trong Conway's Game of Life và đã nghiên cứu toán học của các mẫu sống vẫn còn trong quy tắc automaton di động đó. Anh là cộng sự của Lowell House tại Harvard.

## Âm nhạc
Anh là nam trung trầm và chơi đàn piano của Harvard Glee Club. Trong một bài viết Jameson N. giám đốc của Glee Club so sánh anh ta với Bach hoặc Mozart trích dẫn "âm nhạc tài năng của anh ấy, khả năng nghe nhạc vượt trội và khả năng đọc thị giác".

## Cờ vua
Elkies là một nhà soạn nhạc và giải quyết các vấn đề cờ vua (thắng Giải vô địch cờ vua thế giới được tổ chức vào năm 1996). Anh giữ danh hiệu National Master từ United States Chess Federation, nhưng sau đó ông không còn chơi nữa.

## Giải thưởng và danh dự
Vào năm 1994 ông là một diễn giả được mời tại International Congress of Mathematicians ở Zurich. Vào năm 2004, ông nhận Giải Lester R. Ford và Giải Levi L. Conant. Vào năm 2017, ông được bầu vào Viện Hàn lâm Khoa học Quốc gia Hoa Kỳ.